# Murray Lee Eiland
Murray Lee Eiland Jr. (* 9. September 1936 in Taft, Kalifornien) ist ein US-amerikanischer Autor und Teppichkundler, der sich auf alte orientalische Teppiche spezialisiert hat. Er ist Autor von über 20 Büchern, die sich insbesondere mit Teppichen aus der Arabischen Halbinsel, China, dem Iran, Turkestan und dem Kaukasus befassen. Eiland Jr. ist auch einer der Mitwirkenden der Encyclopædia Britannica.
Sein Buch mit dem Titel „Oriental Carpets: A Complete Guide“ (1998), das mit Murray Lee Eiland III verfasst wurde, dokumentiert und beschreibt traditionelle Techniken, Designs und Materialien, die in Teppichen des Nahen und Fernen Ostens aus dem 19. und 20. Jahrhundert verwendet werden.

## Leben
Eiland wurde am 9. September 1936 in Taft, Kalifornien, geboren. Von 1954 bis 1957 besuchte er die University of California in Los Angeles (UCLA). 1958 besuchte er die University of California in Berkeley (UC Berkeley). 1961 erhielt er seinen M.D.-Abschluss an der University of California in San Francisco (UCSF). Seit 1974 ist er Präsident von Oriental Rug Co., Inc. Von 1965 bis 2000 arbeitete er im Napa State Hospital und von 2000 bis 2011 in der Contra Costa County Mental Health Clinic. Eiland ist Vollmitglied der American Psychiatric Association, der California Medical Association, der Northern California Psychiatric Association und der Phi Beta Kappa Society.

## Schriften (Auswahl)
- Murray L. Jr. Eiland: Oriental Rugs: A Comprehensive Guide. 1. Auflage. New York Graphic Society, Boston, MA 1973, ISBN 978-0-8212-0643-0 (englisch).[4][5]
- Murray L. Jr. Eiland: Oriental Rugs: A Comprehensive Guide. 2. Auflage. New York Graphic Society, Boston, MA 1976, ISBN 978-0-8212-0643-0 (englisch).
- Murray L. Jr. Eiland: Chinese and Exotic Rugs. 1. Auflage. New York Graphic Society, Boston, MA 1979, ISBN 978-0-8212-0745-1 (englisch).
- Lucy Der Manuelian, Murray L. Jr. Eiland: Weavers, Merchants, and Kings: The Inscribed Rugs of Armenia. Kimbell Art Museum, Fort Worth, Texas 1984, ISBN 978-0-912804-17-0 (englisch).
- Murray L. Jr. Eiland: Oriental Rugs from Pacific Collections. Bay Area Rug Society, San Francisco, CA 1990, ISBN 978-0-295-97207-7 (englisch).
- Dennis Dodds, Murray L. Jr. Eiland: Oriental Rugs from Atlantic Collections. Philadelphia Eighth ICOC, Philadelphia, PA 1996, ISBN 978-1-889666-02-0 (englisch).
- Murray L. Jr. Eiland, Murray III Eiland: Oriental Rugs - A Complete Guide. revised Auflage. Callmann & King Ltd., London 1998, ISBN 978-0-8212-2548-6 (englisch).
- Robert Pinner, Murray L. Jr. Eiland: Oriental Carpet and Textile Studies: The Salting Carpets. International Conference on Oriental Carpets, San Francisco 1999, ISBN 978-1-889666-05-1 (englisch).
- Robert Pinner, Murray L. Jr. Eiland: Between the Black Desert and the Red, Turkmen Carpets from the Wiedersperg Collection. Fine Arts Museum, San Francisco, CA 1999, ISBN 0-88401-099-6 (englisch).
- Murray L. Jr. Eiland: Passages: Celebrating Rites of Passage in Inscribed Armenian Rugs. Armenian Rugs Society (2002), 2002, ISBN 978-0-9721159-0-2 (englisch).

- Murray L. Eiland: Rug and carpet. In: Encyclopædia Britannica.